# Campionati europei juniores di scherma 2016
I Campionati europei juniores di scherma del 2016 (2016 European Juniors Fencing Championships) sono stati organizzati dalla Confederazione europea di scherma e si sono svolti a Novi Sad, in Serbia, dal 4 al 9 marzo 2016.
Nel fioretto, si sono aggiudicati il titolo di campione europeo il francese Maximilien Chastanet, che ha battuto in finale il polacco Andrzej Rzadkowski, e l'italiana Erica Cipressa che ha avuto la meglio sulla russa Adelya Abdrakhmanova.
Nella spada il magiaro Gergely Siklosi ha battuto in finale il ceco Martin Rubes, mentre tra le donne la tedesca Nadine Stahlberg ha superato l'italiana Roberta Marzani.
Nella sciabola il francese Charles Colleau ha prevalso sull'israeliano Kostiantyn Voronov, mentre la francese Manon Apithy-Brunet ha battuto l'italiana Rebecca Gargano.
Nei campionati europei juniores a squadre maschili, la nazionale russa ha prevalso nella finale del fioretto contro l'Italia, mentre la nazionale magiara ha vinto nella spada contro la formazione francese, ed infine la nazionale italiana ha avuto la meglio sulla compagine tedesca nella sciabola.
Nei campionati europei juniores a squadre femminili, la nazionale polacca ha prevalso nella finale del fioretto contro la Russia, la Russia ha vinto nella spada contro la compagine francese, ed infine la formazione russa ha avuto la meglio sulla nazionale italiana nella sciabola.

## Podi

### Uomini
| Specialità  | Oro                                                                          | Argento                                                                         | Bronzo                                                                          |
| Individuali |                                                                              |                                                                                 |                                                                                 |
| Fioretto    | Maximilien Chastanet                                                         | Andrzej Rządkowski                                                              | Alexandre Ediri Alessandro Gridelli                                             |
| Spada       | Gergely Siklósi                                                              | Martin Rubeš                                                                    | Samuel Unterhauser Valerio Cuomo                                                |
| Sciabola    | Charles Colleau                                                              | Kostiantyn Voronov                                                              | Miklos Pech Mateusz Godlewski                                                   |
| A squadre   |                                                                              |                                                                                 |                                                                                 |
| Fioretto    | Russia Iskander Achmetov Vladislav Žuravlev Grigorij Semenjuk Andrej Matveev | Italia Guillaume Bianchi Alessandro Gridelli Francesco Ingargiola Tommaso Ciuti | Polonia Mikołaj Rudnicki Maciej Podralski Andrzej Rządkowski Maxime Tarasiewicz |
| Spada       | Ungheria Patrik Esztergályos Gergely Siklósi Zsombor Bányai Balint Bakos     | Francia Andric Pianfetti Gregory Rebus Hendrick Lerus-Roulez Clément Dorigo     | Rep. Ceca Kristian D'Amico Tomas Jurka Jakub Jurka Martin Rubeš                 |
| Sciabola    | Italia Eugenio Castello Dario Cavaliere Federico Riccardi Leonardo Dreossi   | Germania Nick Herbon Constantin Krause Eduard Gert Frederic Kindler             | Russia Andrej Gladkov Anatolij Kostenko Aleksej Dadaev Konstantin Lochanov      |

### Donne
| Specialità  | Oro                                                                   | Argento                                                                        | Bronzo                                                                           |
| Individuali |                                                                       |                                                                                |                                                                                  |
| Fioretto    | Erica Cipressa                                                        | Adelja Abdrachmanova                                                           | Marta Martyanova Serena Rossini                                                  |
| Spada       | Nadine Stahlberg                                                      | Roberta Marzani                                                                | Mariem Ngom Vlada Char'kova                                                      |
| Sciabola    | Manon Apithy-Brunet                                                   | Rebecca Gargano                                                                | Sofija Pozdnjakova Karolina Cieślar                                              |
| A squadre   |                                                                       |                                                                                |                                                                                  |
| Fioretto    | Polonia Julia Chrzanowska Anna Szymczak Martyna Długosz Julia Walczyk | Russia Victoria Jusova Kamilla Cibirova Adelja Abdrachmanova Marta Martyanova  | Italia Erica Cipressa Camilla Rivano Serena Rossini Elisabetta Bianchin          |
| Spada       | Russia Alena Komarova Daria Filina Maria Obraztsova Irina Ochotnikova | Francia Mariem Ngom Océane Tahébr>Alexandra Louis-Marie Diane Von Kerssenbrock | Germania Kim Treudt-Goesser Vanessa Riedmueller Anna Hornischer Nadine Stahlberg |
| Sciabola    | Russia Svetlana Ševelëva Ol'ga Nikitina Sofija Pozdnjakova Anna Bašta | Italia Michela Battiston Flaminia Prearo Lucia Lucarini Rebecca Gargano        | Francia Margaux Gimalac Caroline Queroli Manon Apithy-Brunet Margaux Rifkiss     |